# Ferrovia Valle Brembana
| Bahnhof San Pellegrino-Terme |                      |                                                     |                                                     |
| |                      |                                                     |                                                     |
| Streckenlänge: | 41 km                |                                                     |                                                     |
| Spurweite: | 1435 mm (Normalspur) |                                                     |                                                     |
| Stromsystem: | 6000 V 25 Hz =       |                                                     |                                                     |
| |                      |                                                     |                                                     |
| \| \| 40,633 \| Bergamo Übergang zu den FS und FVS \| Bergamo Übergang zu den FS und FVS \| \| \| \| Verbindungsgleis zu den FS und FVS \| \| \| \| 39,793 \| Borgo Palazzo \| Borgo Palazzo \| \| \| 39,024 \| San Fermo \| San Fermo \| \| \| 38,499 \| Borgo Santa Caterina-Redona \| Borgo Santa Caterina-Redona \| \| \| 36,577 \| Valtesse \| Valtesse \| \| \| 35,608 \| Pontesecco \| Pontesecco \| \| \| 34,728 \| Ponteranica-Sorisole \| Ponteranica-Sorisole \| \| \| 32,962 \| Petosino \| Petosino \| \| \| 31,163 \| Paladina \| Paladina \| \| \| 30,207 \| Almè \| Almè \| \| \| 29,249 \| Villa d’Almè \| Villa d’Almè \| \| \| 27,927 \| Clanezzo-Botta \| Clanezzo-Botta \| \| \| 24,905 \| Sedrina \| Sedrina \| \| \| \| Brembo \| \| \| \| 23,843 \| Brembilla-Grotte \| Brembilla-Grotte \| \| \| 21,153 \| Zogno \| Zogno \| \| \| 18,865 \| Ambria-Fonte Bracca \| Ambria-Fonte Bracca \| \| \| \| Brembo \| \| \| \| 15,507 \| San Pellegrino \| San Pellegrino \| \| \| 14,743 \| San Pellegrino-Terme \| San Pellegrino-Terme \| \| \| \| Brembo \| \| \| \| 10,639 \| San Giovanni Bianco \| San Giovanni Bianco \| \| \| 7,910 \| Camerata Cornello \| Camerata Cornello \| \| \| \| Brembo \| \| \| \| 2,412 \| San Martino de’ Calvi Sud (später Lenna) \| San Martino de’ Calvi Sud (später Lenna) \| \| \| 0,000 \| San Martino de’ Calvi Nord (später Piazza Brembana) \| San Martino de’ Calvi Nord (später Piazza Brembana) \| |                      |                                                     |                                                     |
| Kopfbahnhof Streckenanfang (Strecke außer Betrieb) | 40,633               | Bergamo Übergang zu den FS und FVS                  | Bergamo Übergang zu den FS und FVS                  |
| Abzweig geradeaus und nach rechts (Strecke außer Betrieb) |                      | Verbindungsgleis zu den FS und FVS                  | Verbindungsgleis zu den FS und FVS                  |
| Haltepunkt / Haltestelle (Strecke außer Betrieb) | 39,793               | Borgo Palazzo                                       | Borgo Palazzo                                       |
| Haltepunkt / Haltestelle (Strecke außer Betrieb) | 39,024               | San Fermo                                           | San Fermo                                           |
| Haltepunkt / Haltestelle (Strecke außer Betrieb) | 38,499               | Borgo Santa Caterina-Redona                         | Borgo Santa Caterina-Redona                         |
| Haltepunkt / Haltestelle (Strecke außer Betrieb) | 36,577               | Valtesse                                            | Valtesse                                            |
| Haltepunkt / Haltestelle (Strecke außer Betrieb) | 35,608               | Pontesecco                                          | Pontesecco                                          |
| Bahnhof (Strecke außer Betrieb) | 34,728               | Ponteranica-Sorisole                                | Ponteranica-Sorisole                                |
| Bahnhof (Strecke außer Betrieb) | 32,962               | Petosino                                            | Petosino                                            |
| Bahnhof (Strecke außer Betrieb) | 31,163               | Paladina                                            | Paladina                                            |
| Bahnhof (Strecke außer Betrieb) | 30,207               | Almè                                                | Almè                                                |
| Bahnhof (Strecke außer Betrieb) | 29,249               | Villa d’Almè                                        | Villa d’Almè                                        |
| Bahnhof (Strecke außer Betrieb) | 27,927               | Clanezzo-Botta                                      | Clanezzo-Botta                                      |
| Bahnhof (Strecke außer Betrieb) | 24,905               | Sedrina                                             | Sedrina                                             |
| Brücke über Wasserlauf (Strecke außer Betrieb) |                      | Brembo                                              | Brembo                                              |
| Bahnhof (Strecke außer Betrieb) | 23,843               | Brembilla-Grotte                                    | Brembilla-Grotte                                    |
| Bahnhof (Strecke außer Betrieb) | 21,153               | Zogno                                               | Zogno                                               |
| Bahnhof (Strecke außer Betrieb) | 18,865               | Ambria-Fonte Bracca                                 | Ambria-Fonte Bracca                                 |
| Brücke über Wasserlauf (Strecke außer Betrieb) |                      | Brembo                                              | Brembo                                              |
| Bahnhof (Strecke außer Betrieb) | 15,507               | San Pellegrino                                      | San Pellegrino                                      |
| Haltepunkt / Haltestelle (Strecke außer Betrieb) | 14,743               | San Pellegrino-Terme                                | San Pellegrino-Terme                                |
| Brücke über Wasserlauf (Strecke außer Betrieb) |                      | Brembo                                              | Brembo                                              |
| Bahnhof (Strecke außer Betrieb) | 10,639               | San Giovanni Bianco                                 | San Giovanni Bianco                                 |
| Bahnhof (Strecke außer Betrieb) | 7,910                | Camerata Cornello                                   | Camerata Cornello                                   |
| Brücke über Wasserlauf (Strecke außer Betrieb) |                      | Brembo                                              | Brembo                                              |
| Bahnhof (Strecke außer Betrieb) | 2,412                | San Martino de’ Calvi Sud (später Lenna)            | San Martino de’ Calvi Sud (später Lenna)            |
| Kopfbahnhof Streckenende (Strecke außer Betrieb) | 0,000                | San Martino de’ Calvi Nord (später Piazza Brembana) | San Martino de’ Calvi Nord (später Piazza Brembana) |

Die Società Anonima per la Ferrovia Elettrica di Valle Brembana (FVB) betrieb eine normalspurige Bahnstrecke in der italienischen Region Lombardei.

## Geschichte
Die am 1. Juli 1906 eröffnete Strecke verlief von Bergamo aus durch die Valle Brembana nach dem damals beliebten Heilbad San Pellegrino Terme. Am 31. Juli 1926 wurde die Strecke bis zum Skigebiet San Martino de’ Calvi (heute Piazza Brembana) ausgeweitet.
Die Strecke war mit 6000 V 25 Hz Wechselstrom elektrifiziert, was für Italien ungewöhnlich war. Als Lokomotiven kam zuerst die Reihe 1–5 und nach dem Ersten Weltkrieg die leistungsfähigere Reihe 11–14 zum Einsatz.
Anders als die gegenüberliegende Ferrovia Valle Seriana hatte die Ferro Valle Brembana nur touristische Bedeutung; Lokal- und Güterverkehr blieben unrentabel. Mit zunehmender Bedeutung des Autoverkehrs wurde sie am 17. März 1966 schließlich stillgelegt.

## Wiederaufbau
In den 2000er Jahren wurde ein Großteil der Trasse von Zogno bis Piazza Brembana zum Radweg Ciclovia Valle Brembana umgebaut. Für den Abschnitt zwischen dem Bahnhof Bergamo und Villa d’Almè hingegen ist der Wiederaufbau als Stadtbahnlinie T2 geplant, ähnlich wie bei der Strecke Bergamo-Albino. Die Vereinbarung für die entsprechende Planung wurde im Mai 2016 von den beteiligten Gebietskörperschaften unterzeichnet und sieht eine 9,2 km lange Strecke vor. Die Arbeiten sollen im Oktober 2023 beginnen, die Betriebsaufnahme ist für Juli 2026 vorgesehen. Die Gesamtinvestition in Höhe von 211,5 Mio. Euro wird wie folgt finanziert: 151,5 Mio. durch das Verkehrsministerium, 40 Mio. durch die Region Lombardei, 9,5 Mio. durch die Gemeinde und die Provinz Bergamo, 4 Mio. durch die anderen von der Strecke betroffenen Gemeinden. Insgesamt sind 17 Haltestellen vorgesehen: 9 in Bergamo, 2 in Ponteranica, 2 in Sorisole, 2 in Almè und 2 in Villa d’Almè. Die gesamte Strecke soll zweigleisig sein, mit Ausnahme des bestehenden Ramera-Tunnels bei der Haltestelle Ponteranica und der historischen Brücke über den Bach Rino bei der Haltestelle Villa d’Almè.